# آيت بن ايشو (آيت داود أو موسى)
آيت بن ايشو هو دُوَّار يقع بجماعة سمكت، إقليم بني ملال، جهة بني ملال خنيفرة في المملكة المغربية. ينتمي الدوّار لمشيخة آيت داود أو موسى التي تضم 8 دواوير. يقدر عدد سكانه بـ 175 نسمة حسب الإحصاء الرسمي للسكان والسكنى لسنة 2004.

## وصلات خارجية
- البوابة الوطنية للجماعات الترابية
- المندوبية السامية للتخطيط